# Coenipeta albidentina
Coenipeta albidentina là một loài bướm đêm trong họ Erebidae.